# Мацал, Зденек
Зденек Мацал (чеш. Zdeněk Mácal; 8 января 1936[…], Брно, Чехословакия[…] или Брно — 25 октября 2023, Прага) — чешский дирижёр.

## Биография
Мацал родился в Брно. Получил первые уроки игры на скрипке от своего отца в возрасте четырёх лет. Окончил Консерваторию Брно и Академию имени Яначека в Брно и считался одним из наиболее многообещающих чешских дирижёров, работал с Чешским филармоническим оркестром, в 1965 году выиграл Безансонский международный конкурс молодых дирижёров и конкурс Димитрия Митропулоса в Нью-Йорке в 1966 году.

## Эмиграция
Однако после вторжения СССР в Чехословакию в 1968 году Мацал покинул страну. Мацал дебютировал в Америке в Чикагском симфоническом оркестре в 1972 году. В 1970—1974 гг. возглавлял симфонический оркестр Кёльнского радио, в 1980—1984 гг. — Филармонический оркестр Северогерманского радио. В 1986 году занял пост главного дирижёра Сиднейского симфонического оркестра, однако из-за конфликта с музыкантами через год ушёл в отставку и переехал в США, где возглавил Симфонический оркестр Милуоки (1986—1995), а затем Симфонический оркестр Нью-Джерси (1993—2002). В 2003 году вернулся в Чехию и стал главным дирижёром Чешского филармонического оркестра.

## Интересные факты
Интересно, что в 2006 году Мацал сыграл роль выдающегося дирижёра в экранизации японской манги Nodame Cantabile, главный герой которой, талантливый пианист, едет учиться в Европу.